# Church of Misery
I Church of Misery sono una band doom metal di Tokyo, Giappone, fondata nel 1995.
Lo stile della band richiama le sonorità dei Black Sabbath ed una certa commistione fra doom metal e rock psichedelico. Come i death metaller Macabre, molti dei loro brani trattano di serial killer, violenza e ribellione.

## Storia
Dopo alcune produzioni con piccole etichette indipendenti, la Man's Ruin Records produsse l'EP Murder Company che permise l'incontro fra la band e la Southern Lord Records, label che produsse il primo LP del gruppo Master of Brutality.
Nel 2004 i Church of Misery realizzarono il loro secondo full length intitolato The Second Coming. Nello stesso anno la Leafhound Records realizzò una compilation dei loro primi lavori discografici.
Nel 2006 hanno partecipato ad alcuni split album con i Sourvein ed i Dear Creak; sempre nel 2006 hanno prodotto due DVD dal vivo.
Nel 2007 usciva Vol. 1 (Leaf Hound Records) e poi nel 2009 Houses Of The Unholy (Rise Above Records).

## Discografia

### Album in studio
- 2001 - Master of Brutality
- 2004 - The Second Coming
- 2007 - Vol. 1
- 2009 - Houses of the Unholy
- 2013 - Thy Kingdom Scum
- 2016 - And Then There Where None...
- 2023 - Born Under a Mad Sign